# (118228) 1996 TQ66
(118228) 1996 TQ66 (также записываемый, как (118228) 1996 TQ66) — транснептуновый объект (плутино), находящийся в поясе Койпера. Открыт 8 октября 1996 года Чедвиком Трухильо, Дэвидом Джуиттом, Джейн Лу и Юн Чен.
Объект находится в орбитальном резонансе 2:3 с Нептуном, аналогично Плутону, и классифицируется как плутино.